# Cease Fires
Cease Fires is een verzamelalbum van de Amerikaanse punkband Anti-Flag. Het bevat twaalf eerder uitgegeven nummers die te horen zijn op de 20 Years of Hell ep's en twee niet eerder uitgegeven nummers die zijn opgenomen tijdens de opnamesessies voor het voorafgaande studioalbum American Spring (2015).

## Nummers
1. "Coward In My Veins" - 2:40
2. "The New Jim Crow" - 3:22
3. "Kill the Rich" - 2:59
4. "Twenty Years of Hell" - 2:40
5. "The Consumer's Song" - 2:17
6. "Bring Out Your Dead" - 2:11
7. "Mumia's Song" - 1:44
8. "Wake Up" - 2:28
9. "The W.T.O. Kills Farmers" - 3:29
10. "No Future" - 02:40
11. "The Ink and the Quill (Be Afraid)" - 3:22
12. "The Gre(A)t Depression" - 2:40
13. "The Ghosts of Alexandria" - 2:27
14. "Close My Eyes" - 2:35